# Thalasseus acuflavidus
Thalasseus acuflavidus és un xatrac, per tant un ocell marí de la família dels làrids (Laridae) sovint considerat una subespècie de Thalasseus sandvicensis. Cria al Carib i a la costa atlàntica d'Amèrica del Nord i del Sud fins a l'Argentina, dispersant-se més tard per altres zones, incloent-hi la costa americana del Pacífic.

## Descripció
Thalasseus acuflavidus és un membre del grup dels "xatracs amb cresta". Fa de 34 a 45 cm de llargada amb una envergadura d'aproximadament 1,0 m. La subespècie nominal T. a. acuflavidus pesa de 175 a 202 g. La població caribenya de T. a. eurygnathus pesa de 170 a 210 g i la població de l'extrem sud de 250 a 300 g. Els sexes tenen el mateix plomatge i hi ha poca diferència de plomatge entre les subespècies. Els adults en plomatge nupcial tenen el capell negre i un cos majoritàriament blanc amb l'esquena gris pàl·lid i de vegades un to rosat a les parts inferiors. La cua és bifurcada i blanca. La part superior de les ales és majoritàriament gris pàl·lid amb primàries més fosques. Les potes i peus són tots negres o negres amb plantes grogues i l'iris és de color marró fosc a negre. Els adults no reproductors tenen el front i la part mitjana de la coroneta blancs; la cresta és negra. Les subespècies difereixen principalment en el color del bec: el de la nominal és negre amb la punta groga d'extensió una mica variable; el de T. a. eurygnathus és majoritàriament o completament groc.
Thalasseus acuflavidus és molt similar al xatrac becllarg (T. sandvicensis), compartint el bec negre amb una punta groga, però es diferencia en el bec, que és evidentment més robust, i també difereix en el moment de la muda, perdent el front negre a principis d'estiu. Els juvenils també no tenen el patró escamós dels juvenils xatracs becllarg, el patró és gris més clar (encara que es poden confondre amb el plomatge del primer hivern del xatrac becllarg).

## Distribució i hàbitat
La subespècie nominal de T. acuflavidus es reprodueix a la costa dels Estats Units des de la badia de Chesapeake al sud i al voltant del golf de Mèxic fins a Belize, i a les Bahames, les Grans Antilles i altres illes del Carib. Hiverna al sud de Florida i a totes les costes del Golf i del Carib, a les Antilles, i a Sud-amèrica, comunament a Colòmbia, Equador i Perú, tot i que algunes van tan al sud com a Xile o a l'est al nord del Brasil. La subespècie T. a. eurygnathus és majoritàriament resident durant tot l'any des de les costes nord i est de Sud-amèrica i les illes properes, cap al sud al llarg de la costa del Brasil fins al sud de l'Argentina; algunes es reprodueixen fins al nord com a Puerto Rico.
Thalasseus acuflavidus és una espècie totalment costanera i prefereix aigües càlides. Durant la temporada de cria habita illes barrera, illes de dragatge i, al Carib, cais de sorra o corall. Generalment, utilitza terreny nu, però nia sobre vegetació prostrada o estores de verdolaga (Sporobolus virginianus). Hiverna a platges de sorra i bancs de sorra, illes barrera i esculls al llarg de les costes i també al llarg del Canal de Panamà i curtes distàncies rius amunt que desemboquen en aigua salada.

## Comportament

### Migració
Thalasseus acuflavidus és parcialment migratori, retirant-se de la part més septentrional de l'àrea de cria per a l'hivern. Les rutes migratòries no es coneixen en detall, però es creu que segueixen les costes. La migració de tardor és prolongada i la de primavera és més ràpida. Els ocells que hivernen a la costa del Pacífic de Sud-amèrica aparentment el creuen des del Carib a l'istme de Panamà. Uns quants individus anellats de la subespècie T. a. acuflavidus han vagat fins als Països Baixos i al Regne Unit.

### Alimentació
Thalasseus acuflavidus és un volador potent i s'alimenta gairebé exclusivament capbussant-se des de fins a 7 m d'alçada. De vegades s'endinsa completament sota l'aigua durant la immersió. Sovint busca aliment en petits estols i normalment a menys de 2 km de la costa, tot i que aparentment s'allunya més de la costa de Texas. La dieta és principalment de peixos, amb membres de les famílies Ammodytidae, Atherinopsidae, Clupeidae, Engraulidae i Sciaenidae identificats com a preses. Menja quantitats més petites de calamars, gambes i insectes.

### Reproducció

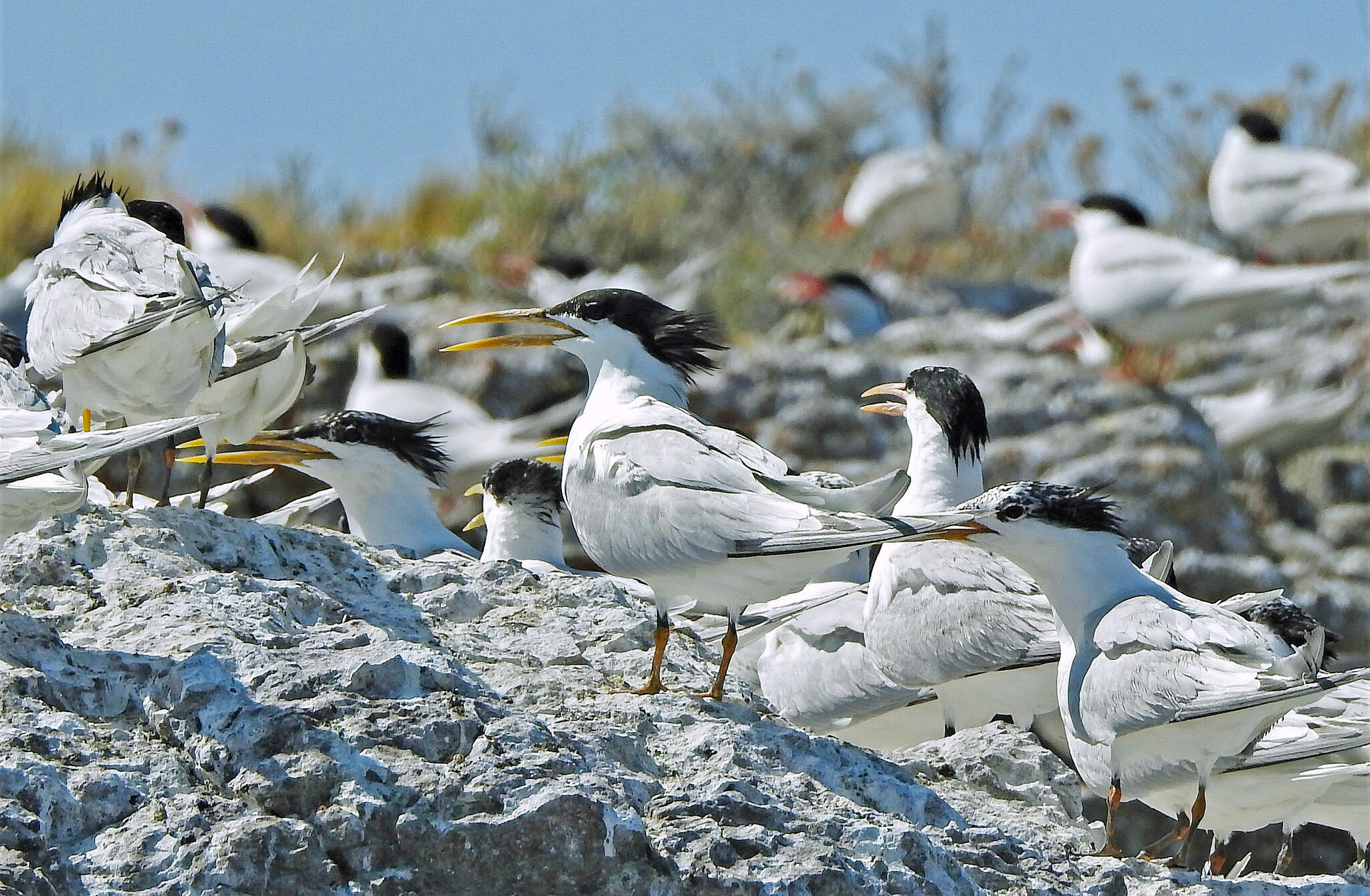
Colònia reproductora de T. a. eurygnathus en un illot davant de Puerto Deseado, Santa Cruz, sud de l'Argentina.

Thalasseus acuflavidus aparentment festegen i formen parelles durant la migració de primavera abans d'arribar a les zones de nidificació. Els mascles fan vols d'exhibició o es posen a terra. L'espècie nia en zones amb vegetació escassa o nul·la. El niu és un simple rascada feta per tots dos sexes; poden afegir alguns trossos de closca o algues. La mida típica de la posta és d'un ou, tot i que dos no són infreqüents. El període d'incubació és d'uns vint-i-quatre dies al nord i té una mitjana d'uns vint-i-nou dies a l'extrem sud. Tots dos sexes incuben i, aparentment, comparteixen la tasca per igual després dels primers dies. Els pollets són semiprecocials i poden termoregular uns cinc dies després de l'eclosió. Depenen dels pares per obtenir menjar; tots dos pares els ho proporcionen fins que volen i, normalment, la femella ho fa sola després d'això. La defensa del niu es comparteix per igual. L'emplomada es produeix entre 27 i 29 dies després de l'eclosió.

## Taxonomia i sistemàtica
Thalasseus acuflavidus es va classificar durant molt de temps al gènere Sterna, però des de principis dels anys 2000 ha estat classificat en el seu gènere actual, Thalasseus. La taxonomia posterior no està consolidada. El Congrés Ornitològic Internacional (COI) segueix Efe et al. en part i el tracta com una espècie amb dues subespècies. L'American Ornithological Society i la taxonomia de Clements encara no han acceptat Efe et al. i tracten aquests dos tàxons com a subespècies del xatrac becllarg (T. sandvicensis). El Manual dels ocells del món (Handbook of the Birds of the World, HBW) de BirdLife International segueix una conclusió diferent de la d'Efe et al. que el COI fusionant eurygnathus amb acuflavidus, però tracta el tàxon fusionat com una de les dues subespècies del xatrac becllarg.
Tanmateix, un altre estudi del 2017 va confirmar els resultats d'Efe et al. (a més de proposar la divisió del xatrac reial africà, Thalasseus albididorsalis, del xatrac reial bec-roig, Thalasseus maximus), igual que un altre estudi del 2022 que va confirmar les dues divisions anteriors de Thalasseus.
El gènere Thalasseus prové del grec antic que significa “pescador”, derivat de «thalassa», “mar”. L'epítet específic «acuflavidus» prové del llatí «acus», “agulla”, i «flavidus», “groguenc”.

### Subespècies
El Congrés Ornitològic Internacional (COI) reconeix dues subespècies:
- T. a. acuflavidus (Cabot, 1847) - costa sud-est d'Amèrica del Nord (Virgínia cap al sud, localment fins a Belize) i a través del Carib; resident d'estiu des de Virgínia fins al nord-est de Florida i centre-nord del Golf de Mèxic, tot l'any a la resta de la costa del nord del Golf de Mèxic i al Carib, i no reproductor des del sud del Golf de Mèxic fins al Carib i la costa atlàntica de Sud-amèrica fins al nord-est del Brasil, també a la costa del Pacífic des de Colòmbia fins al sud del Perú.
- T. a. eurygnathus (Saunders, 1876) - Cassino, Rio Grande do Sul, Brasil. Ell bec és majoritàriament groc.

Alguns autors tracten la subespècie T. a. eurygnathus com una espècie separada però això no ha estat àmpliament acceptat.